# Adelfa Calvo
Adelfa Calvo Soto (Malaga, 5 maggio 1962) è un'attrice spagnola.

## Biografia
Adelfa Calvo nasce il 5 maggio del 1962. Dopo essere diventata attrice, nel 2004 raggiunge la popolarità prendendo parte alla serie Wonder Years, nella quale ha interpretato la madre di Fuencisla. Nel 2006 ha lavorato nella serie Il bacino occidentale. Nel 2010 ha debuttato al cinema con il film Biutiful, una produzione messicana, e sempre nello stesso anno ha recitato nella serie Bayberry. Nel 2011 ha partecipato al suo secondo film, Non avere paura, per la regia di Montxo Armendáriz.
Dal 2011 al 2017 ha recitato nella telenovela spagnola per Antena 3 Il segreto, interpretando Rosario Castañeda.

## Filmografia

### Cinema
- La posada de los carpatos, regia di Rafael Ramirez Campos (1999)
- Biutiful, regia di Alejandro González Iñárritu (2010)
- No tengas miedo, regia di Montxo Armendáriz (2011)
- La isla mínima, regia di Alberto Rodríguez Librero (2014)
- Il movente (El autor), regia di Manuel Martín Cuenca (2017)
- Viaje al cuarto de una madre, regia di Celia Rico Clavellino (2018)
- El verano que vivimos, regia di Carlos Sedes (2020)
- Operación Camarón, regia di Carlos Therón (2021)
- Sevillanas de Brooklyn, regia di Vicente Villanueva (2021)
- Madres paralelas, regia di Pedro Almodóvar (2021)
- Quando Dio imparò a scrivere (Los renglones torcidos de Dios), regia di Oriol Paulo (2022)
- Tutto in un giorno (En los márgenes), regia di Juan Diego Botto (2022)

### Televisione
- Wonder Years (2004)
- Il bacino occidentale (2006)
- Ospedale centrale (2008)
- Bayberry (2010)
- Il segreto (2011-2017)
- La casa di carta (2017)
- Toy Boy (2019-2021)

## Doppiatrici italiane
- Antonella Giannini in Il movente, Toy Boy, Tutto in un giorno
- Daniela Debolini in Il segreto
- Mirta Pepe in Madres paralelas